# 孔德拉什基诺农村居民点
孔德拉什基诺农村居民点（俄语：Кондрашкинское сельское поселение）是俄罗斯联邦沃罗涅日州卡希尔斯科耶区所属的一个农村居民点。其下辖有3个居民点，行政中心为孔德拉什基诺。据2016年统计，该农村居民点的人口为726人。